# Gunther Lambert
Gunther Lambert (* 30. Juli 1928 in Rheydt; † 10. Dezember 2015 in Düsseldorf) war ein deutscher Unternehmer, Designer und Einrichter. Als Produktdesigner prägte er mit Liebe zum Kunsthandwerk den Zeitgeist des deutschen Einrichtungsstils.

## Leben und Werk

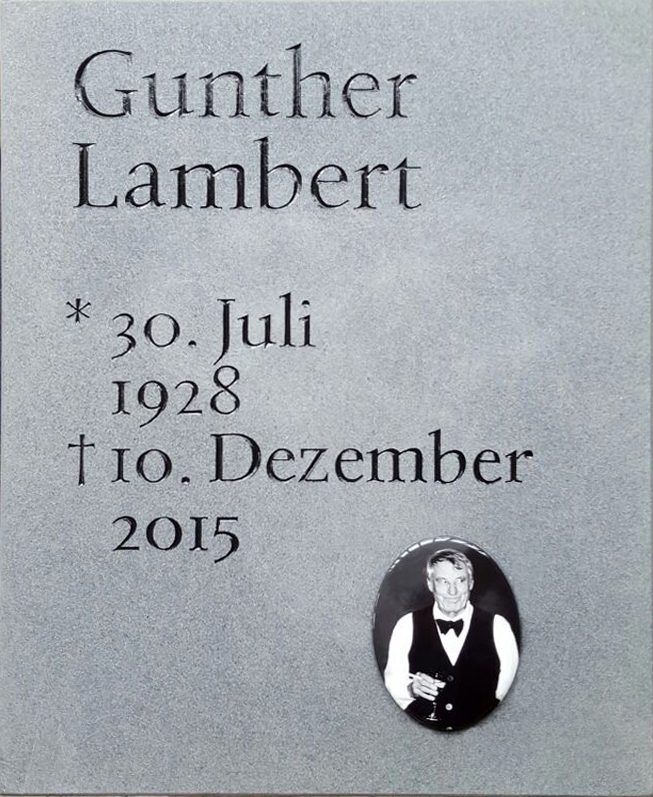

Gunther Lambert war der Sohn eines Kaufmanns, der auch als Erfinder tätig war. Mit sechs Jahren zog er 1934 mit Mutter und Schwestern von Rheydt zu seinen Großeltern, die im Landkreis Elbing, Ostpreußen wohnten,  da sein Vater Robert Lambert aus politischer Überzeugung Deutschland verlassen hatte. Er legte nach dem Zweiten Weltkrieg ein Notabitur ab, nachdem er als Schüler des Jahrgangs 1928 im Alter von 16 Jahren als Flakhelfer dienstverpflichtet worden war. Zunächst war der nun gelernte Kaufmann in der Textilbranche tätig, versuchte sich dann in Bau und Verpachtung von Parkhäusern und gründete Ende der 1950er Jahre ein Geschäft für Import- und Export auf der Herzogstraße mit Kleidern mit Button-down Kragen, das nur notdürftig Geld einbrachte.
1958 heiratete Gunther Lambert Petra (1937–1985), die älteste Tochter der Malerin Ursula Benser und des Fotografen Walther Benser, und zog mit ihr in den Eiskellerberg. Um die wachsende Familie zu ernähren, von 1958 bis 1964 wurde er Vater von vier Kindern, erhielt er eine Anstellung bei dem Lichtkünstler Johannes Dinnebier, heute „Licht im Raum“. Neugierde, so wie der Einfluss von Freunden und den Künstlern im Umfeld der Kunstakademie Düsseldorf, darunter Hannes Esser und Karina Raeck, Eva und André Thomkins, Anatol, Peter Rübsam und vielen mehr, brachten ihm die Hinwendung zum traditionellen Handwerk, insbesondere der Glaskunst, auf die Lambert auf den Reisen in die Glashütten für den Lichtgestalter Dinnebier gestoßen war.

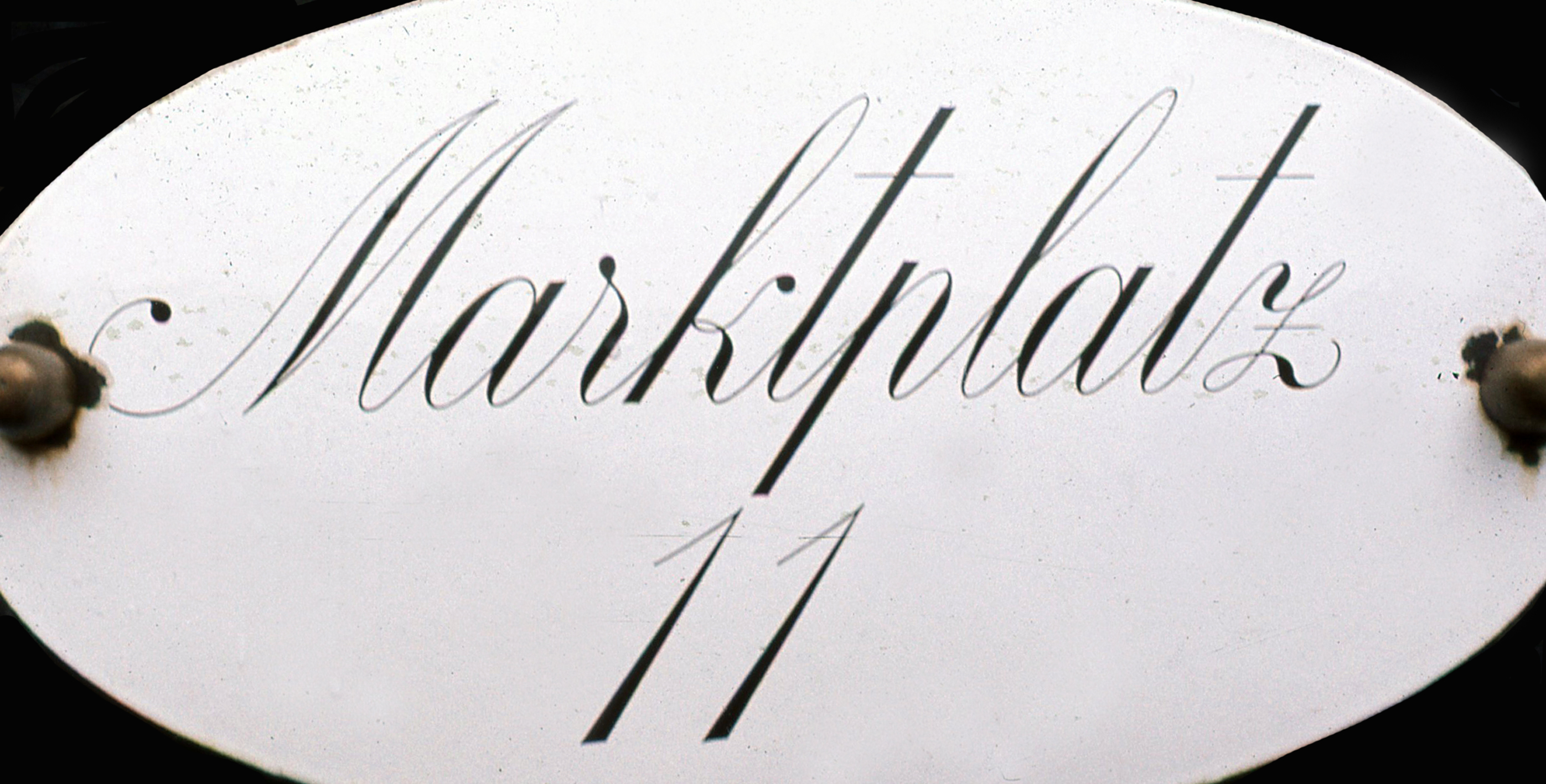
Marktplatz 11 Schild 1970er Jahre

Um 1964 machte sich Lambert mit Gebrauchsgläsern der einfachen Bodegas und Gefäßkeramiken aus Irdengut in einem Hinterhof in der Inselstraße selbstständig – dies in einer Zeit,  als der Funktionalismus mit nordischer Provenienz die guten Stuben der Mittelklasse eroberte. Seine Arbeitsreisen führten Lambert in italienische und spanische Glashütten und Töpfereien. Zu der Entwicklung von Kunstgewerbe erweiterte er das Sortiment mit ersten Flechtmöbeln in Schalenform, gefertigt in Hongkong. Mitte der 1960er Jahre eröffnete Lambert in Düsseldorf sein erstes Einzelhandelsgeschäft, den „Marktplatz 11“. In diesem, geführt von seiner Frau Petra, einer gelernten Bühnenbildnerin, wurden seine Kollektionen gemischt mit Antiquitäten und Kuriositäten eingeführt.
Mit der Expansion zog das Lambert Unternehmen in die heute unter Denkmalschutz stehenden Gebäude auf dem Fabrikgelände der ehemaligen Baumwollspinnerei Pferdmenges & Schürmann in Mönchengladbach-Giesenkirchen auf der Konstantinstraße 303.
Zwischen 1968 und 1971 experimentierte er kurzweilig mit futuristischen Formen aus Plexiglas, entwickelte klarsichtige Möbel und Plexi-Kleiderbügel in Zusammenarbeit mit dem Designer Danilo Silvestrin, vertrieb einen Plexi-Koffer des Designers Michael Kraus sowie die ersten Lichtobjekte von Ingo Maurer und den „Uten.Silo“ von dessen Frau Dorothee Becker. Später kamen Outdoor-Möbel und Planter aus Fiberglas hinzu, welche auch auf dem Messegelände Düsseldorf zum Einsatz kamen.
Ende der 1960er baute Lambert zusammen mit dem Architekten Egon Schneider (1924–1980), jüngerer Bruder des Paul Schneider-Esleben, ein Haus in Wittlaer-Bockum am Rhein, auf das Charles Wilp Anfang der 1970er Jahre das vom finnischen Architekten Matti Suuronen entwickelte Futuro Haus setzte. Und Thomkins kreierte für Lambert das Palindrom »lambert streb mal« in Form eines blauen Straßenschild, das er damals über seine Eingangstür setzte.
Von seinen ersten Reisen Anfang der 1970er Jahre nach Fernost, darunter Hongkong, Japan, Thailand, Vietnam, Burma, Volksrepublik China, brachte er Möbel- und Gebrauchsgegenstände aus Bambus, japanische Kimonos, chinesische Küchenutensilien der Canton Fair oder Essbesteck aus Bronze mit und führte die heute bekannte „Chinakladde“ in schwarz/rot und den Tiger Balm aus Rangun auf dem deutschen Markt ein. Mit diesen Kollektionen erhielt er den Namen „China Lambert“.
Von der hohen Kunst der chinesischen und Japanischen Lackarbeiten fasziniert, sammelte Lambert Lackartikel, und ließ Accessoires und später auch Kleinmöbel nach alter Tradition fertigen. Im Dezember 1977 veranstaltete Lambert mit und im Haus Industrieform in Essen ein „Lackessen“, um die aussterbende Lackkunst dem designinteressierten Publikum näher zu bringen. In Moradabad,  Indien, baute er mit seinen Lieferanten für Messing- und Silberwaren Produktionsstätten auf, in China und Südostasien ließ Lambert Möbel aus Rattan flechten und in der Mongolei Teppiche aus Seide knüpfen. In Europa ging er an die Stätten des Ursprungs oder dorthin, wo die Meister noch ihr Handwerk verstehen: feinstes Trinkglas aus Kristall und Majolika aus Italien. Vasen in Überfangtechnik ließ er in Serbien fertigen und Tisch- und Bett-Linnen in Polen.
Oft überraschte er den Einrichtungsmarkt mit neuen Kollektionen. Wie beispielsweise seinen burmesischen Tempeltischen, die formal den buddhistischen Opferschalen folgten, oder seine Flechtmöbel aus unbehandeltem Rattancore (er nannte das Material „Heavy Cane“), mit dem Namen Fred Astaire: „Beim ersten Auftritt auf der Kölner Möbelmesse 1978 rieben sich die Kritiker erstaunt die Augen: Rund und weich in der Form, die durch das doppelwandige Geflecht auch beim Anblick von hinten überzeugt. Man sprach in der Branche sogar mit Ehrfurcht von einem Rolls Royce unter den Korbmöbeln.“ Anfang der 1980er Jahre führte er Tiffany-Leuchten und Deckenventilatoren aus Amerika ein, gefolgt von „Decken als Bilder“, mit Quilts nach Vorbildern der Amische, gefolgt von Möbeln aus Massivholz, gerostetem Eisen und Küchen.
Mit seiner zweiten Frau Anna Lambert, die er 1989 geheiratet hatte, entwickelte Lambert Ende der 1980er Jahre neue Konzepte und verkaufte nicht mehr einzelne Artikel, sondern einen gesamten Auftritt unter „Die Welt des Gunther Lambert“. Mit dem Designer und Grafiker Uwe van Afferden kreierten Anna und Gunther Lambert Bücher zu den Wohnwelten und publizierten diese über den Facheinzelhandel. Seit 1990 eröffneten sie eigene Flagshipstores in Berlin, Düsseldorf und München.
Gunther Lambert stützte sein Design auf traditionelle Formen mit Hochachtung für das traditionelle Handwerk vor Ort, besuchte weltweit Museen, durchsuchte Archive und entwickelte Gebrauchsgut in eigener Formensprache weiter. Oft war er seiner Zeit voraus. Sein Interesse für Kunst, Architektur, Literatur sowie die Kulturen der bereisten Länder beeinflussten seine Stilrichtungen.
Über längere Phasen hinweg arbeitete Gunther Lambert zusammen mit Designern, Architekten und Künstlern, darunter Oliver Conrad, Nana von Hugo, Adolf Luther, Jowa Imre Kis-Jovak, Nicolas Thomkins und Kurt Ziehmer.
Im Jahre 2000 verkaufte Lambert sein Unternehmen und zog sich in den Ruhestand zurück.
Am 10. Dezember 2015 verstarb Gunther Lambert in Düsseldorf. Sein Grab befindet sich auf dem Nordfriedhof.

## Publikationen
- Uwe van Afferden, Anna Lambert (Hrsg.): Interieur – Die Welt von Gunther Lambert Industriedruck, Krefeld, 1990
- Inspiration – die Welt des Gunther Lambert, 1993
- Gunther Lambert und Mallorca, Eigenverlag, Mönchengladbach, 1995
- Sommergäste – die Welt des Gunther Lambert, 1997
- Gunther Lambert und Eckart Witzigmann[19]: Wohn- und Kochrezepte. Nicolai, Berlin 1999, ISBN 3-87584-883-7